# Dodie Smith
Dorothy Gladys "Dodie" Smith, född 3 maj 1896 i Whitefield, Greater Manchester, död 24 november 1990 i Uttlesford, Essex, var en brittisk romanförfattare och dramatiker.
Hennes första pjäs, Autumn Crocus, sattes upp 1931 och hennes första roman I Capture the Castle publicerades 1948.
Smith är dock mest känd för sin roman De hundra och en hundarna: historien om de många dalmatinerna (1956), som låg till grund för Disneys långfilm Pongo och de 101 dalmatinerna (1961). Idén till denna bok fick hon när en vän påpekade om hennes egna nio dalmatiner: "De där hundarna skulle bli en jättefin päls!".

## Böcker översatta till svenska
- Jag erövrar slottet, 1949 ("I capture the castle")
- De hundra och en hundarna: historien om de många dalmatinerna, 1960, senaste utgåva 1980 ("The hundred and one dalmatians")